# Mikołaj Wierzynek (idősebb)
idősebb Mikołaj Wierzynek (meghalt 1360. október 4.) középkori lengyel kereskedő, bankár és patrícius.

## Élete

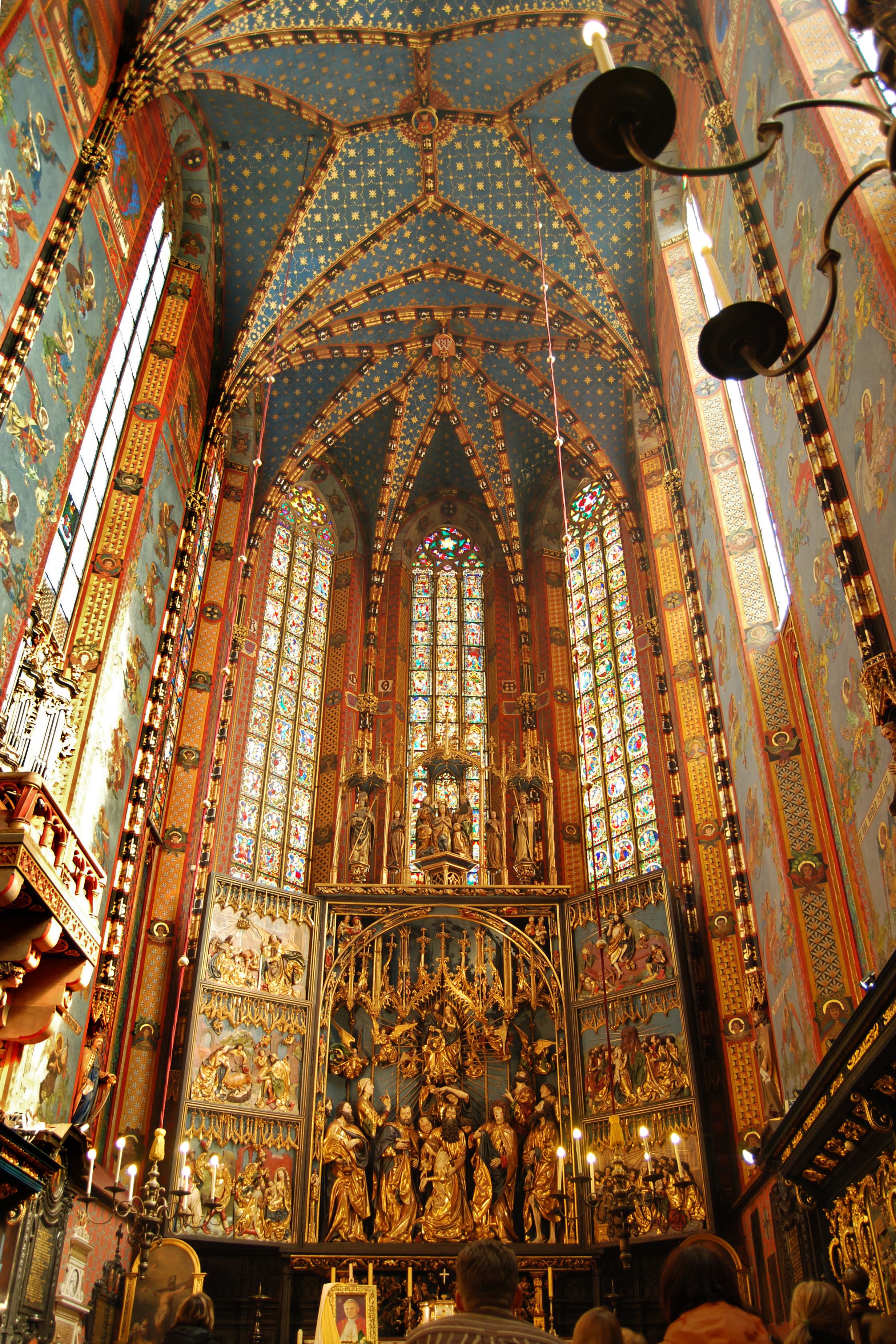
A krakkói Mária-templom presbitériuma, Wirsing adománya

Valószínűleg német eredetű polgárcsaládból származott. 1316-ban tűnt fel Krakkóban, s hamarosan városi tanácsos és bíró lett. Kapcsolatban állt I. Ulászló és III. Kázmér lengyel királyok udvarával. 1334-ben megállapodást kötött Wrocław városával, hogy hitel nyújtásával támogatja a malomépítést az Odera folyón, cserébe részesült annak hasznából. Számos ingatlant szerzett Krakkó környékén. 1336-ban Wieliczka polgármestere lett. 1341-től Sandomierzben asztalnokként és a lengyel királyi udvar általános vezetőjeként szolgált. IV. Károly német-római császár bankárjaként diplomáciai küldetésekben is részt vett.
Az ő adományából épült a krakkói Mária-templom (Kościół Mariacki) presbitériuma és a templom melletti Régi Mária temető (Dawny cmentarz przy Kościele Mariackim) kápolnája. A kápolnát később átépítették, ez a mai Szent Borbála-templom (Kościół św. Barbary).
A Mária templomban temették el. Fia, ifjabb Mikołaj Wierzynek sikeresen folytatta üzletmenetét.

## Fordítás
- Ez a szócikk részben vagy egészben a Mikołaj Wierzynek (starszy) című lengyel Wikipédia-szócikk ezen változatának fordításán alapul.  Az eredeti cikk szerkesztőit annak laptörténete sorolja fel. Ez a jelzés csupán a megfogalmazás eredetét és a szerzői jogokat jelzi, nem szolgál a cikkben szereplő információk forrásmegjelöléseként.